# فرماندهی دفاع موشکی و فضایی نیروی زمینی ایالات متحده آمریکا
فرماندهی دفاع موشکی و فضایی نیروی زمینی ایالات متحده آمریکا (انگلیسی: United States Army Space and Missile Defense Command) فرماندهی بخش خدمات نیروی زمینی ایالات متحده آمریکا است، که خدمات خود را به فرماندهی راهبردی ایالات متحده آمریکا و فرماندهی فضایی ایالات متحده آمریکا ارائه می‌کند. این فرماندهی در سال ۱۹۸۵ به‌عنوان فرماندهی دفاع استراتژیک نیروی زمینی و مسئول دفاع موشکی بالستیک این نیرو، تأسیس شد. این سازمان در سال ۱۹۹۲ با فرماندهی فضایی نیروی زمینی ادغام شد و به فرماندهی دفاع فضایی و استراتژیک نیروی زمینی تبدیل شد. این سازمان در سال ۱۹۹۷ به یک فرماندهی اصلی در نیروی زمینی آمریکا تبدیل شد و به فرماندهی دفاع موشکی و فضایی نیروی زمینی تغییر نام داد.
فرماندهی دفاع موشکی و فضایی نیروی زمینی مسئول توسعه و ارائه قابلیت‌های فضایی، موشکی و ارتفاع بالا به نیروی زمینی آمریکا است. این فرماندهی از دو عنصر عملیاتی تشکیل شده است: تیپ ۱۰۰ دفاع موشکی و تیپ ۱ فضایی. این فرماندهی همچنین به‌عنوان فرماندهی بخش مشترک عملکردی فرماندهی فضایی ایالات متحده برای دفاع موشکی یکپارچه فعالیت می‌کند.
پس از تأسیس نیروی فضایی، ادامهٔ مشارکت نیروی زمینی در فضا بحث‌برانگیز شده است. نیروی فضایی، مأموریت ارتباطات ماهواره‌ای نیروی زمینی و ایستگاه‌های زمینی تاکتیکی مشترک را انجام می‌دهد، در حالی که نیروی زمینی همچنان تیپ ۱۰۰ دفاع موشکی و تیپ ۱ فضایی خود را حفظ کرده است. نیروی زمینی در تلاش است تا نقش خود را در عملیات فضایی، با تمرکز بر ادغام و ممانعت از قابلیت‌های فضایی برای نیروهای زمینی، بازتعریف کند. قرارگاه مرکزی این فرماندهی در ردستون آرسنال، آلاباما قرار دارد.